# Bannewitz kyrka
Bannewitz kyrka är inrymd i en gammal skolbyggnad. I slutet av 1800-talet byggde man till ett torn. Till en början tillhörde kyrkan Kreuzkirche i Dresden, innan den blev kyrka för den evangeliska församlingen i Bannewitz

## Inventarier
- Korset med krucifix är möjligen från 1450.
- Orgeln invigdes 1959.
- Fönstret med herdar är det enda blyinfattade fönster som finns kvar i kyrkan.